# بلينتي الدولية
```

```

بلينتي الدولية هي منظمة توعوية بيئية إنسانية من منظمات حقوق الإنسان، موقعها في الولايات المتحدة تحديدًا في سمرتاون، تنسي.

## التاريخ
أسست منظمة بلينتي الدولية في عام 1974، أسسها ستيفن جاسكين وذا فارم كبرنامج توعوي، وفي عام 1976 قامت هذه المنظمة بإعادة بناء المدارس والعيادات كعيادة الأم تيريزا والمنازل في في قرى المايا النائية التي دمرت بسبب الزلازل عام 1976.
وقد حققت العديد من الإنجازات في سنواتها العشر الأولى، فقد أنشئت عيادة ودارًا للأيتام في بنغلاديش ومركزًا للتدريب التكنولوجي، وقد أنشئت في مدرسة كاريب الهندية في دومينيكا نظام إضاءة كهربائي يعمل بواسطة الرياح، وقد قدمت المساعدات في حالات الكوارث لدول العالم النامي وخدمات الإسعاف المجانية لجنوب برونكس التي قدمت المساعدة في عملية تدريب أفراد الطوارئ حتى أصبحوا فيما بعد الخدمات الطبية الطارئة (EMS) في مدينة نيويورك، وقد شاركت مع الحملات البحرية لمنظمة السلام الأخضر، وقد قدمت لقارب السلام الأخضر (راينبو ويرور) جهازي الراديو والتلفاز الخاصين بها ومعدات مراقبة التردد، وقد قامت بإضافة القنوات الأمريكية الأصلية على ترددها، وذلك لإبقاء المتطوعين على تواصل مع العالم من حولهم.